# ميك براون (طبال)
ميك براون (بالإنجليزية: Mick Brown)‏ هو طبال أمريكي، ولد في 8 سبتمبر 1956.

## وصلات خارجية
- ميك براون على موقع ميوزك برينز (الإنجليزية)
- ميك براون على موقع ديسكوغز (الإنجليزية)